# Tisserin de Burnier
Ploceus burnieri
Espèce
Statut de conservation UICN

 VU B1ab(iii,v);C2a(ii) : Vulnérable
Le Tisserin de Burnier (Ploceus burnieri) est une espèce de passereau appartenant à la famille des Ploceidae.

## Répartition et habitat
Il est endémique de la Tanzanie.

## Taxinomie
Le nom de cette espèce commémore Éric Burnier, ornithologue ayant porté l'attention des descripteurs sur ce tisserin.